# NGC 5837
NGC 5837 este o radiogalaxie situată în constelația Boarul. A fost descoperită în 19 iunie 1887 de către Lewis A. Swift. Se află la o distanță de 100,46 megaparseci de Pământ.